# Улица Куренёвка
Улица Куренёвка (до 2024 года — улица Фикселя) (укр. Вулиця Куренівка) — улица в Деснянском районе города Чернигова. Пролегает от улицы Киевская до улицы Яловщина (Жуковского), исторически сложившаяся местность (район) Берёзки. 
Примыкают улицы Васильченко, переулок Куренёвка (Фикселя), Подгорная, Николая Михновского, Андрея Карнабеда (Короленко), Гористая.

## История
Называлась улица Жданова — в честь советского партийного и государственного деятеля Андрея Александровича Жданова.
20 марта 1989 года улица получила современное название — в честь командира 14-й гвардейской кавалерийской дивизии (7 апреля 1943 — 28 октября 1943 года) Константина Владимировича Фикселя, согласно Решению Черниговского исполнительного комитета № 55.
С целью проведения политики очищения городского пространства от топонимов, которые возвеличивают, увековечивают, пропагандируют или символизируют Российскую Федерацию и Республику Беларусь, 10 июля 2024 года улица получила современное название, согласно Решению Черниговского городского совета № 41/VIII-7 «Про переименование улиц в городе Чернигове» («Про перейменування вулиць у місті Чернігові»).

## Застройка
Улица проложена в северном направлении — в самом начале улица пересекает реку Стрижень, затем пролегает по левому берегу реки Стрижень. Улица расположена в пойме реки Стрижень. Парная и непарная стороны улицы занята усадебной застройкой, частично многоэтажной жилой застройкой (один 5-этажный дом № 52).
Учреждения: нет